# Ceratitis catoirii
Ceratitis catoirii är en tvåvingeart som beskrevs av Guérin-Méneville 1843. Ceratitis catoirii ingår i släktet Ceratitis och familjen borrflugor. Inga underarter finns listade i Catalogue of Life.